# Giro d'Italia de 1960
Giro d'Italia 1960 foi a quadragésima terceira edição da prova ciclística Giro d'Italia (Corsa Rosa), realizada entre os dias 19 de maio e 9 de junho de 1960. A competição foi realizada em 21 etapas com um total de 3.481 km.

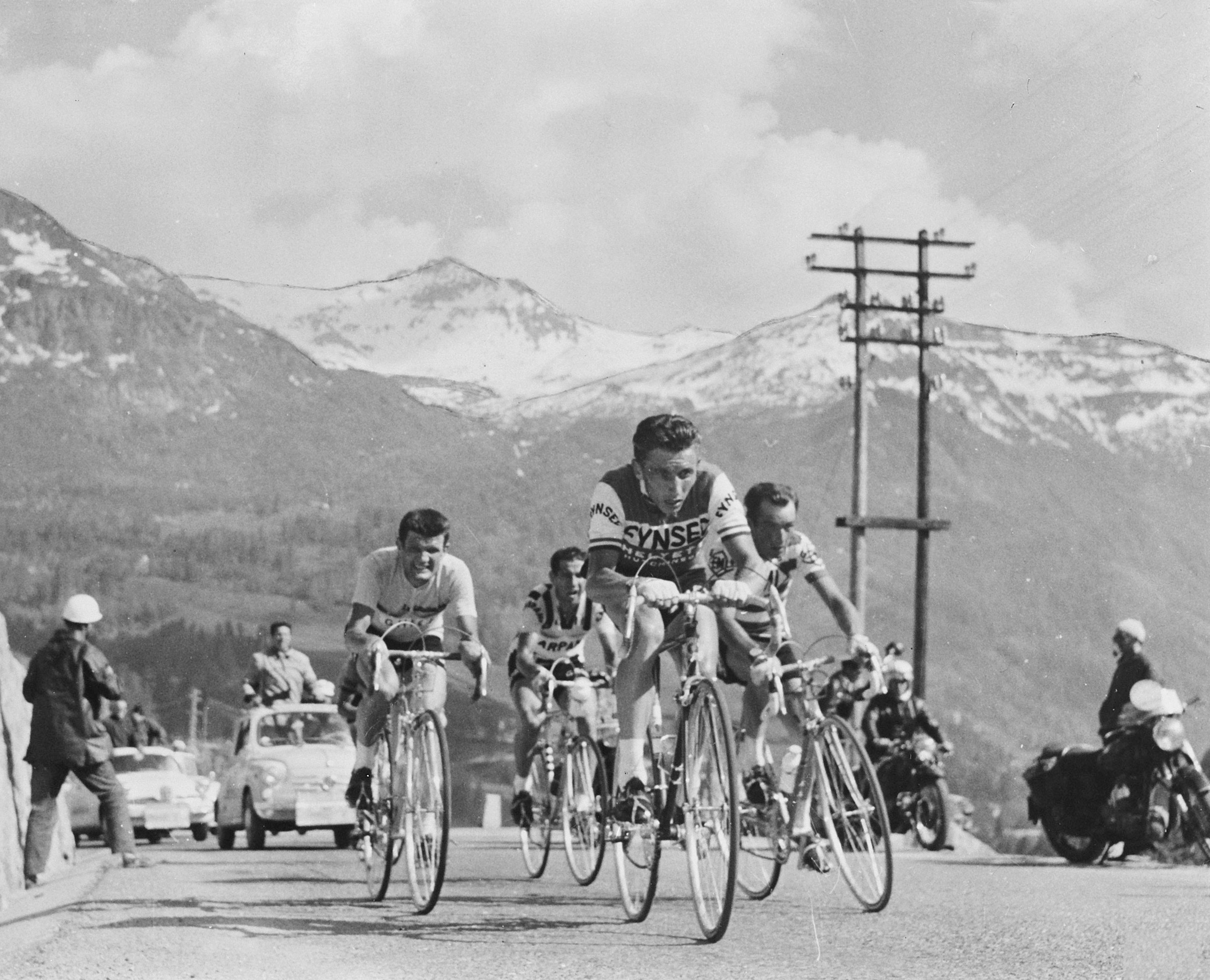
Anquetil, Gaul, Hovenaars e Nencini.

O vencedor foi o ciclista francês Jacques Anquetil. Largaram 140 competidores, cruzaram a linha de chegada 97 corredores.